# Renault (cykelmärke)
Renault är ett franskt cykelmärke som ingår i Cycleurope. Cycleurope tillverkade tidigare cyklar under märket Peugeot men har sedan bytt namn på cyklarna och kallar dem istället Renault under licens från Renault.